# Coste de oportunidad
En economía, el coste de oportunidad o coste alternativo designa el coste de la inversión de los recursos disponibles a costa de la mejor inversión alternativa disponible, o también el valor de la mejor opción no realizada. El término fue acuñado por Friedrich von Wieser en su Theorie der gesellschaftlichen Wirtschaft (Teoría de la economía social, 1914).
Se refiere a aquello de lo que un agente se priva o renuncia cuando hace una elección o toma una decisión.
Comprender el coste de oportunidad permite maximizar el retorno del tiempo invertido (ROTI). El coste de oportunidad representa los beneficios potenciales que se pierden al elegir una alternativa sobre otra. En términos de inversión de tiempo, implica considerar otras actividades valiosas que podrían haberse realizado.

## En gestión y finanzas
El coste de oportunidad de una inversión es el valor descartado debido a la realización de la misma o también el coste de la no realización de la inversión. Se mide por la rentabilidad esperada de los fondos invertidos en el proyecto (o de la asignación de la inmovilización a otras utilidades, por ejemplo, el alquiler de un terreno que tenemos a nuestra disposición o, por ejemplo, la dedicación de estos fondos a la compra de deuda pública, de rentabilidad y cobro garantizados). Este criterio es uno de los utilizados en las elecciones de inversión. En principio, el rendimiento es como mínimo igual al coste de oportunidad.
En finanzas, se refiere a la rentabilidad que tendría una inversión considerando el riesgo aceptado. Sirve para hacer valoraciones, contrastando el riesgo de las inversiones o la inmovilidad del activo.
Un ejemplo de coste de oportunidad podría ser el siguiente: Una persona se está planteando, con el dinero que tiene ahorrado, dos alternativas de negocio: la primera es montar una tienda de zapatos, la segunda alternativa es ingresar el dinero en una cuenta remunerada y recibir el relativo interés. Finalmente opta por la tienda de zapatos. Pasado un año, la tienda de zapatos le ha reportado un beneficio de 0 €. En este momento, al final del primer año, el coste de oportunidad sería la cantidad dejada de obtener en la segunda opción por haber tomado la decisión de ejecutar la primera, esto es, el interés que se habría devengado en el mismo período en la cuenta remunerada. Sin embargo, el coste de oportunidad está específicamente referido al período considerado, ya que la primera decisión puede entonces evolucionar favorablemente en los años siguientes con la consiguiente variación, también significativa, en la determinación del coste de oportunidad si se amplía el período de comparación.

## En macroeconomía
Debido a la escasez de recursos, se hace una decisión de usar los recursos en infinitas posibilidades. Por ejemplo, si $ 4 pueden comprar una taza de café o dos helados, si compras una taza de café, el coste de oportunidad será dos helados. Los costes de oportunidad son «las alternativas altamente valiosas a las que se debe renunciar cuando se toma la decisión de usar los recursos en determinada opción».
Para establecer el coste de oportunidad completo se tienen en cuenta los factores externos positivos y negativos (externalidades).
Cuando los individuos se agrupan en sociedades, se enfrentan a diferentes tipos de disyuntivas. La clásica es la disyuntiva entre «los cañones y la mantequilla». Cuanto más gastemos en defensa nacional para proteger nuestras costas de los agresores extranjeros (cañones), menos podremos gastar en bienes personales para mejorar el nivel de vida en nuestro país (mantequilla). En la sociedad moderna, también es importante la disyuntiva entre un medio ambiente limpio y un elevado nivel de rentabilidad. La legislación que obliga a las empresas a reducir la contaminación eleva el coste de producir bienes y servicios. Al ser más altos los costes, estas acaban obteniendo menos beneficios, pagando unos salarios más bajos, cobrando unos precios más altos o las tres cosas a la vez.

## Antecedentes del concepto
El coste de oportunidad se asocia a una famosa controversia de principio del siglo pasado, donde los economistas ingleses discípulos de Marshall se oponían a los economistas continentales de la Escuela Austríaca a la cabeza de los cuales se encontraba Friedrich von Wieser con su Teoría del coste alternativo o de oportunidad en los siguientes puntos:
- Para los ingleses, el coste era un concepto técnico, el gasto necesario para producir algo.
- Para los austríacos, el coste era resultado de la demanda, puesto que esta fijaría el nivel de producción, dependiendo de la disposición de los compradores a pagar ese coste. La demanda, dependiente de la acción de los compradores, sería la utilidad, no la técnica que dota de coste a las cosas. En este contexto, el concepto de coste de oportunidad neoaustríaco pretende arruinar el concepto tecnológico de coste de los ingleses. El coste de oportunidad sería al que renuncia el comprador, en términos de disposición, aceptando pagar el coste de la opción elegida.

En la controversia se expusieron más argumentos, pero los conceptos principales son los ya expuestos. Lo más destacable del concepto es que el coste de oportunidad solo tendría sentido si la oportunidad fuera fija o limitada en el razonamiento. Es decir, si existiera un conflicto en la realización de múltiples inversiones o acciones, de forma simultánea o consecutiva, que no sean realizables sin tener que elegir entre todas ellas como alternativas.
El problema radicaría en saber si existen cosas fijas en una economía. Para el tiempo o el espacio disponibles es cierto, pero ¿sería suficiente? La opinión más extendida era que el coste de oportunidad no podría encontrar aplicación más allá de unos recursos limitados. Esto condujo a algunos economistas a limitar el objeto de la economía a situaciones de recursos «excepcionales» (todavía presentes en todos los manuales de economía). Ya que se desconocen las consecuencias que podría deparar una ciencia económica que no tuviera unos límites fijados fuera del sistema económico, en cuanto a disponibilidad de los bienes

## Ley del coste de oportunidad creciente
La mayor obtención de un bien en cantidades iguales requiere renunciar a cantidades mayores del bien alternativo. Esto ocurre porque los recursos no son igualmente productivos en actividades distintas. Además su frontera de producción es cóncava con respecto al origen. Los costos de oportunidad crecientes surgen porque los recursos o factores de producción (capital y trabajo):
1. No son homogéneos ( es decir, no todas las unidades del mismo factor son idénticas)
2. No se usan en la misma proporción en la producción de todas las mercancías. Es decir, cuando se produce una cantidad mayor de una mercancía se usan recursos que cada vez se hacen menos eficientes o apropiados para producirla.

Según la ley de la ventaja comparativa, la nación con el precio relativo más bajo tiene una ventaja comparativa en esa mercancía pero una desventaja comparativa en la otra, con  respecto a la segunda nación, por lo tanto la especialización debe darse en la mercancía con ventaja comparativa e intercambiar parte de su producción con la segunda nación por su mercancía con desventaja comparativa. Sin embargo, cuando la nación se especialice en su mercancía con ventaja comparativa, estará incurriendo en costos crecientes, lo que dará continuidad a la especialización hasta que los precios relativos de las mercancías de las dos naciones sean iguales en el nivel en que el comercio este en equilibrio.

## Ley del coste de oportunidad constante
Son también llamados «costes ricardianos» y surgen:
1. Cuando los recursos o factores de producción son sustitutos perfectos unos de otros, entonces no es constante
2. Cuando todas las unidades del mismo factor son iguales entre sí o poseen exactamente la misma calidad

Por lo tanto, se tienen costes constantes porque se debe renunciar a la misma cantidad de una mercancía para producir una unidad adicional de una segunda mercancía. Aunque los costes de oportunidad son constantes en cada nación, si varían entre dos naciones permiten el intercambio de productos (comercio). Se dice que los costes constantes no son realistas, ya que su frontera de posibilidades de producción está representada en línea recta. Además, como se encuentra en ausencia del comercio, la nación solo consume los bienes que produce, lo que representa una equidad entre su frontera de posibilidades de producción y su frontera de consumo.